# Надчицы
Надчицы (укр. Надчиці) — село в Ярославичской сельской общине Дубенского района Ровненской области Украины.
До 2020 года входило в Млиновский район.
Население по переписи 2001 года составляло 284 человека. Почтовый индекс — 35130. Телефонный код — 3659. Код КОАТУУ — 5623885509.